# Itabuna
Itabuna este un oraș în statul Bahia (BA) din Brazilia.